# Alice Perry
Pour les articles homonymes, voir Perry.
Alice Jacqueline Perry (24 octobre 1885, Wellpark - 21 avril 1969) est une ingénieure et poétesse irlandaise.

## Biographie
Originaire de Galway, Alice Jacqueline Perry est l’une des cinq filles de James et Martha Perry, née Park. Son père est l'arpenteur du comté de Galway West et le cofondateur de la Galway Electric Light Company. Son oncle, John Perry, est membre de la Royal Society. Il est reconnu comme le créateur du gyroscope de navigation. 
À la suite de l'obtention de son diplôme du lycée de Galway, Alice Perry est titulaire d’une bourse d’études afin d’intégrer l'Université royale de Galway dès 1902. Après avoir excellé en mathématiques, elle passe un baccalauréat en arts, puis obtient un diplôme d'ingénieure en 1906, avec les honneurs de première élève de sa classe,. Alice Perry est la première femme diplômée en ingénierie d'Irlande et d'Europe,,.
Ses sœurs Molly et Nettie ont également poursuivi des études de troisième cycle. Sa sœur Agnes est diplômée d’une maîtrise en mathématiques du Queen's College Galway. Après avoir travaillé comme enseignante en mathématiques à la Royal University of Ireland, elle est promue assistante directrice d’une école secondaire à Londres.

## Carrière professionnelle
Après l'obtention de son diplôme, une bourse d'études supérieures lui est offerte mais, à la suite du décès de son père le mois suivant, Alice Perry refuse le poste. En décembre 1906, elle succède temporairement à James Perry en qualité de géomètre-topographe pour le conseil du comté de Galway. Un emploi qu’elle exerce pendant cinq mois jusqu'à ce qu'une nomination permanente soit réalisée. Une nomination pour laquelle elle n’est pas retenue. Alice Perry reste la seule femme à avoir exercé la profession de County Surveyor en Irlande.
En 1908, Alice Perry s'installe à Londres avec ses sœurs, où elle exerce les fonctions d'inspectrice de fabriques pour le Home Office. En 1915, elle s'installe à Glasgow en Écosse, où elle se convertit à la science chrétienne. Elle y rencontre son futur époux John Bob Shaw. Le mariage a lieu le 30 septembre 1916. Enrôlé dans la Première Guerre mondiale, John Shaw est tué sur le front occidental en 1917.

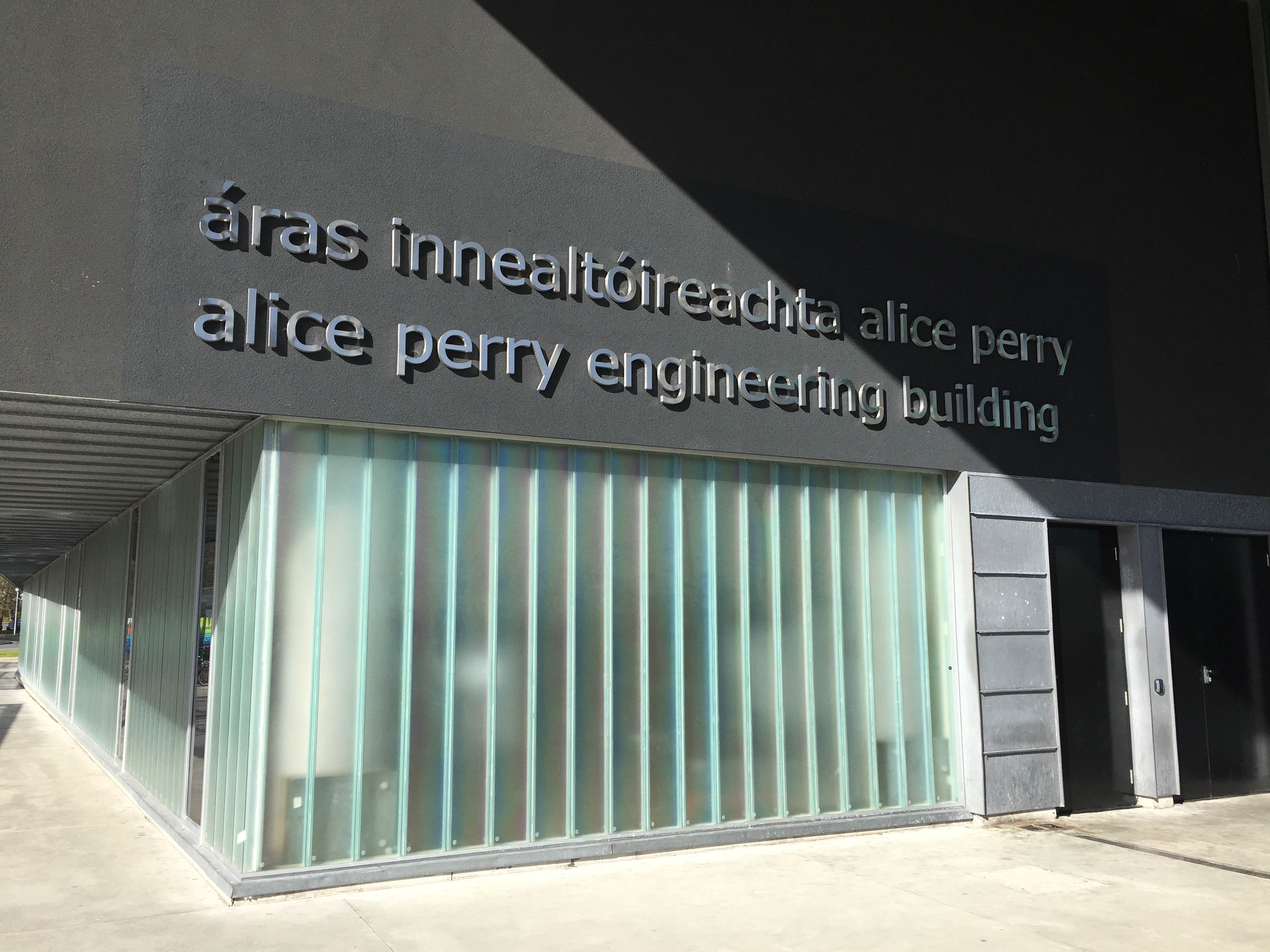
Le bâtiment d'ingénierie de l’Université nationale d'Irlande à Galway (NUI Galway), baptisé bâtiment Alice Perry, le 6 mars 2017.

Alice Perry quitte son poste d'inspectrice en 1921. Elle s’intéresse alors à la poésie et édite une première publication en 1922. En 1923, elle s'installe à Boston, qualifié de siège de la science chrétienne. Jusqu'à sa mort en 1969, elle travaille au sein du mouvement religieux en tant qu’éditrice de poésie. Alice Perry est l’auteure de sept recueils de poèmes.

## Reconnaissance
Depuis 2014, l’Université nationale d'Irlande à Galway (NUI Galway) décerne la médaille Alice Perry en son honneur. En mars 2017, l’établissement organise une cérémonie officielle afin de commémorer les apports d’Alice Perry à l'ingénierie. Son nom est donné au bâtiment d'ingénierie de l'université,.

## Publications
Parmi une liste non exhaustive :
- The children of Nazareth : and other poems, vers 1930
- The morning meal and other poems, 1939
- Mary in the garden and other poems, 1944
- One thing I know and other poems, vers 1953
- Women of Canaan and other poems, 1961